# Peñagrande

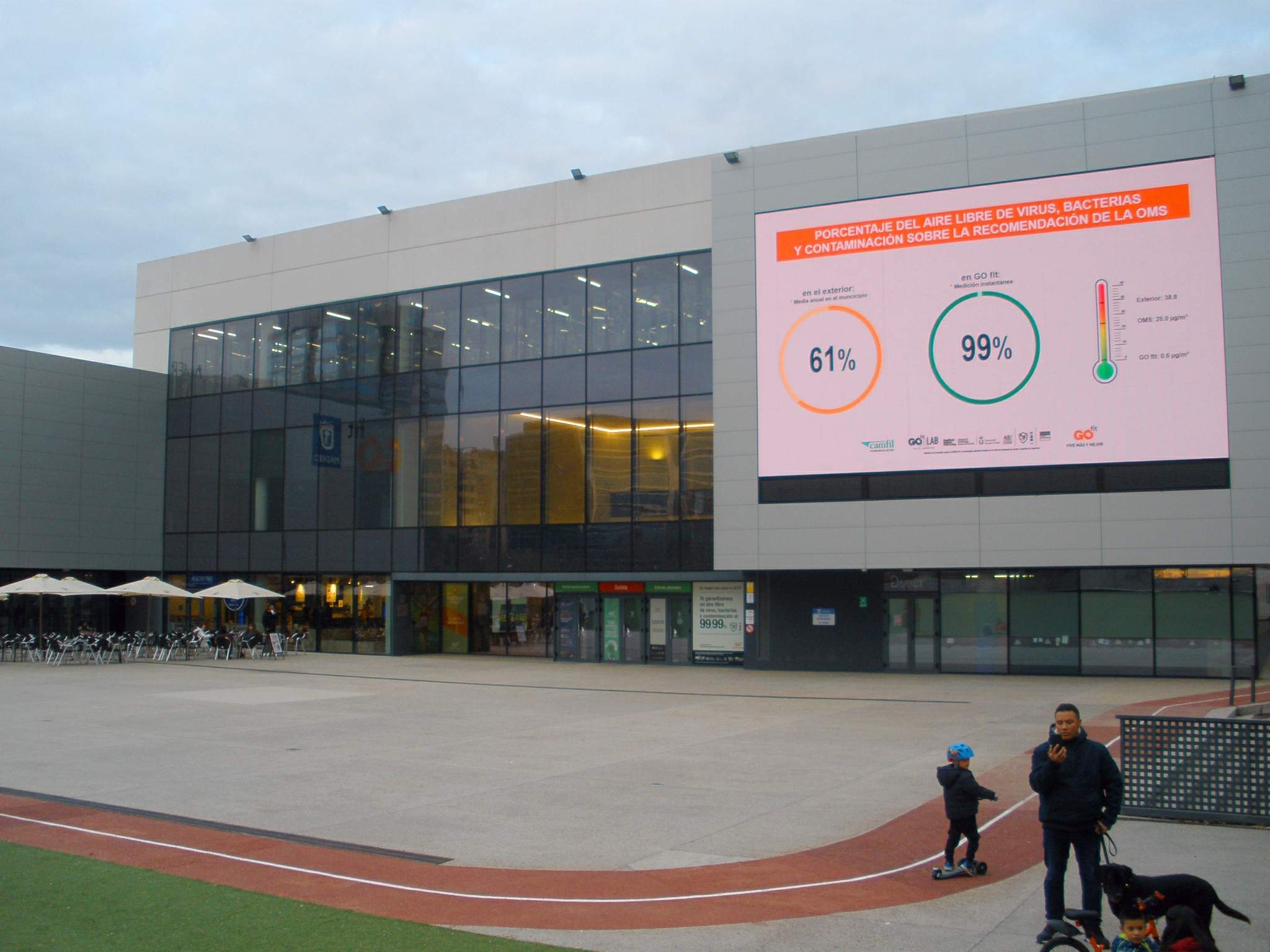
El Centro Deportivo Municipal (CDM) GO fit Peñagrande, inaugurado en 2018

Peñagrande es un barrio del noroeste de Madrid, perteneciente al distrito de Fuencarral-El Pardo. Limita con los barrios de El Pilar, Fuentelarreina, Ciudad Universitaria y Valdezarza; siguiendo desde el este el sentido opuesto a las agujas del reloj.
Su límite norte está constituido por la calle Valle de Pinares Llanos; al este limita con la avenida Ventisquero de la Condesa, la avenida de la Ilustración y el camino de Ganapanes; al sur con la calle Valle de Mena y la Avenida de la Ilustración y al oeste con las calles Cantalejo, Gascones, Gavilanes y Gabriela Mistral.

## Demografía
El barrio tiene una superficie de 284,67 ha, una población de 46.400 habitantes y una densidad de población de 162,99 hab./ha. Dentro de los 128 barrios de Madrid, Peñagrande es el 26.º en superficie, el 10.º en población y el 77.º en densidad. En el ámbito de su distrito es el 5º más extenso, el 2º más poblado y el 3º más densamente poblado.

## Transporte

### Cercanías Madrid
No hay ninguna estación de Cercanías en el barrio. Las más cercanas son la de Pitis (C-7 y C-8, barrio de Mirasierra) a la que se llega mediante la línea 7 de metro; y Ramón y Cajal (C-7 y C-8, barrio de Valverde) a la que se llega mediante las líneas 67 y 83 de la EMT.

### Metro de Madrid
La línea 7 es la única que da servicio a este barrio con las estaciones de Lacoma, Avenida de la Ilustración y Peñagrande. Además, la estación de Antonio Machado está a escasos metros del límite sur del barrio.

### Autobuses

#### Líneas urbanas
Dentro de la red de la Empresa Municipal de Transportes de Madrid, las siguientes líneas prestan servicio:
| Línea | Terminales                                 |
| ----- | ------------------------------------------ |
| 42    | Plaza de Castilla – Peñagrande             |
| 49    | Plaza de Castilla – Pitis                  |
| 64    | Cuatro Caminos – Pitis                     |
| 67    | Plaza de Castilla – B.o Peñagrande         |
| 82    | Moncloa – Pitis                            |
| 83    | Moncloa – Barrio de la Paz                 |
| 124   | Cuatro Caminos – Lacoma                    |
| 126   | Nuevos Ministerios – Barrio del Pilar      |
| 127   | Cuatro Caminos – Ciudad de los Periodistas |
| 132   | Moncloa – Hospital La Paz                  |
| 133   | Callao – Mirasierra                        |
| 134   | Plaza de Castilla – Montecarmelo           |
| 137   | Ciudad Puerta de Hierro – Fuencarral       |
| 147   | Callao – Barrio del Pilar                  |
| 179   | Plaza de Castilla - El Pardo               |
| N20   | Cibeles – Pitis                            |
| N21   | Cibeles – Arroyo del Fresno                |

Además, la línea interurbana 815 también da servicio al barrio.